# Proechimys magdalenae
Proechimys magdalenae é uma espécie de roedor da família Echimyidae.
É endêmica da Colômbia, onde é encontrada a oeste do rio Magdalena.